# Butorides sundevalli
La garza enana de las Galápagos (Butorides sundevalli) es una especie de ave pelecaniforme de la familia Ardeidae endémica de las islas Galápagos. Por su color es también conocida como garza plomiza.
Estrechamente emparentada con la garza azul, extendida por todas las regiones tropicales, y con la garza verde, común en América Central y del Norte. Es un ave que habita los manglares y las rocosas costas de lava de estas islas del Pacífico ecuatoriano. Zancuda solitaria, caza al acecho pequeñas presas, como camarones y cangrejos del género Grapsus.
Anida en los manglares; incuba durante 21-23 días una puesta de 2 o 3 huevos. Los adultos alcanzan una longitud de 37-39 cm y una envergadura de 60 cm.